# Philip Baker Hall
Philip Baker Hall (n. 10 septembrie 1931, Toledo, Ohio, SUA – d. 12 iunie 2022, Glendale, California, SUA) a fost un actor de personaj american.
Hall este cunoscut pentru colaborările sale cu Paul Thomas Anderson, fiind prezent în filmele Hard Eight⁠(d) (1996), Jurnalul unei vedete de film porno⁠(d) (1997) și Magnolia (1999). A avut roluri principale în filme precum Secret Honor⁠(d) (1984) și Duck⁠(d) (2005) și avut roluri secundare lungmetraje precum Spune orice...⁠(d) (1989), The Truman Show (1998), The Talented Mr. Ripley (1999), The Insider (1999), Între bine și rău⁠(d) (2000), Persona non grata⁠(d) (2000). ), Bruce Almighty (2003), Dogville (2003), Zodiac (2007), 50/50⁠(d) (2011) și Argo (2012). A primit o nominalizare la Independent Spirit Award la categoria cel mai bun actor în rol principal pentru rolul din Hard Eight și două nominalizări la Screen Actors Guild Award la categoria interpretare remarcabilă a unei distribuții într-un film⁠(d) pentru Jurnalul unei vedete de film porno și Magnolia.
Hall este cunoscut și activitățile sale în televiziune. Primele sale roluri au fost în  serialele M*A*S*H, Verdict crimă și Cheers Unul dintre cele mai cunoscute roluri ale sale a fost cel al personajului Joe Bookman în Seinfeld. A avut roluri episodice în Cabinet de avocatură⁠(d), Viața la Casa Albă, Larry David, inamicul public nr. 1⁠(d), O familie modernă și BoJack Horseman.

## Biografie
Hall s-a născut în Toledo, Ohio. Mama sa a fost Alice Birdene (născută McDonald), iar tatăl său, William Alexander Hall, era muncitor dintr-o fabrică din Montgomery, Alabama. A urmat cursurile Universității din Toledo⁠(d).  A fost traducător al Armatei Statelor Unite în Germania în timpul serviciului militar și profesor de liceu.

## Cariera
După debutul său în film Cowards⁠(d), a devenit membru al Los Angeles Theatre Center⁠(d). Primul său rol de televiziune a fost într-un episod din Good Times. A avut un rol episodic în M*A*S*H și Omul din Atlantis. A avut peste 200 de roluri episodice începând din 1977. Acesta l-a jucat pe Richard Nixon în filmul Secret Honor și și-a reluat rolul în piesa de teatru Off-Broadway. Criticul de film Roger Ebert a declarat despre Hall și film: „Nixon este interpretat de Philip Baker Hall, un actor necunoscut, cu o intensitate atât de puternică, de pasională, de veninoasă, de scandaloasă, încât nu-l putem ignora. Hall seamănă puțin cu adevăratul Nixon; i-ar putea fi văr, iar vocile le sunt asemănătoare.” Vincent Canby, critic de film al The New York Times, a spus despre Hall: „Interpretarea imensă a domnului Hall este la fel de uluitoare și riscantă [...] precum cea a câștigătorului de Oscar F. Murray Abraham din Amadeus”.
În anii 1980, Hall a primit roluri secundare în lungmetrajele Nimic în comun⁠(d) (1986), Midnight Run (1988), Spune orice... și Ghostbusters II (ambele în 1989). L-a interpretat pe Lt. Joe Bookman, un detectiv însărcinat cu recuperarea unei cărți împrumutate de Jerry Seinfeld de la  biblioteca orașului, în episoadele „The Library⁠(d)” și „The Finale⁠(d)” ale serialului Seinfeld. Acest rol a fost aclamat de public, fiind considerat unul dintre cele mai bune personaje episodice ale serialului.
Hall a apărut în scurtmetrajul lui Paul Thomas Anderson Cigarettes & Coffee⁠(d) , care a devenit ulterior lungmetrajul Hard Eight (1996). Hall a interpretat rolul unui parior senior devenit mentor pentru un bărbat fără adăpost (John C. Reilly). Criticul de film Roger Ebert a lăudat din nou interpretarea sa. Hall a fost nominalizat la Independent Spirit Award la categoria cel mai bun actor într-un rol principal. Mai târziu, a jucat în filmele Jurnalul unei vedete de film porno (1997) și Magnolia (1999). A fost nominalizat la două premii Screen Actors Guild la categoria Interpretarea remarcabilă a unei distribuții într-un lungmetraj. Hall a jucat alături de Philip Seymour Hoffman în patru filme.
Hall a avut roluri în diverse filme în anii 1990 - printre care The Rock, The Truman Show, The Talented Mr. Ripley și The Insider - și în anii 2000 -  Dogville, Zodiac și Argo. A interpretat rolul căpitanului Diel în trilogia Ora de vârf (deși scenele sale au fost eliminate din Ora de vârf 2 și nu a fost creditat pentru scena din Ora de vârf 3). Hall a avut roluri importante în Bruce Almighty, Șef, și puțin mai mult!⁠(d), Amityville⁠(d), Matadorul⁠(d), Mă omori cu zile⁠(d), Toate lucrurile bune⁠(d), 50/50, și Pericol absolut⁠(d).
Hall a jucat în sitcomul The Loop⁠(d). A avut un rol episodic în serialul animat The Life & Times of Tim⁠(d). A jucat rolul unui medic în Larry David, inamicul public nr. 1 și a apărut în O familie modernă, The Newsroom⁠(d) și într-o reclamă la Holiday Inn⁠(d). Pentru scurtmetrajul Dear Chickens⁠(d), Hall a câștigat un premiu la categoria cel mai bun actor în cadrul Los Angeles Short Festival și la Filmets Badalona Film Festival din Barcelona.
Hall a lucrat în teatru atât în New York, cât și Los Angeles, dar nu a apărut pe Broadway.

## Viața personală și moartea
Hall a avut două fiice, Patricia și Darcy, cu prima sa soție, Mary-Ella Holst. A doua căsătorie a fost cu Holly Wolfle; cei doi au avut două fiice, Adella și Anna. De asemenea, a avut patru nepoți și un frate.
Hall a murit de emfizem la casa sa din Glendale, California pe 12 iunie 2022.

## Filmografie

### Filme
| An   | Titlu                      | Rol                               | Note                        |
| ---- | -------------------------- | --------------------------------- | --------------------------- |
| 1970 | Zabriskie Point            | Diner owner                       | Debut, Necreditat           |
| 1970 | Cowards                    | Father Reis                       | [ 36 ] [ 37 ]               |
| 1974 | Throw Out the Anchor!      | Ryan                              | Sub numele "Phillip Hall"   |
| 1978 | Coma                       | Doctor                            | [ 39 ]                      |
| 1980 | The Man with Bogart's Face | Dr. Inman                         | [ 35 ]                      |
| 1981 | Dream On!                  |                                   | [ 40 ]                      |
| 1982 | The Last Reunion           | Mike Sills                        | [ 40 ]                      |
| 1984 | Secret Honor               | Richard Nixon                     | [ 36 ] [ 37 ] [ 41 ]        |
| 1986 | Nothing in Common          | Colonial Airlines Executive       | Necreditat                  |
| 1987 | Three O'Clock High         | Detective Mulvahill               | [ 36 ]                      |
| 1988 | Midnight Run               | Sidney                            | [ 43 ]                      |
| 1989 | Say Anything...            | IRS Boss                          | [ 36 ] [ 35 ]               |
| 1989 | How I Got into College     | Dean Patterson                    | [ 38 ]                      |
| 1989 | Ghostbusters II            | Police Commissioner               | [ 43 ]                      |
| 1989 | An Innocent Man            | Judge Kenneth Lavet               | [ 43 ]                      |
| 1991 | Blue Desert                | Joe                               | [ 43 ]                      |
| 1992 | Live Wire                  | Senator Thyme                     | [ 43 ]                      |
| 1993 | Cigarettes & Coffee        | Sydney                            | Scurtmetraj                 |
| 1994 | The Last Laugh             | William T.                        | Scurtmetraj                 |
| 1995 | Kiss of Death              | Big Junior Brown                  | [ 43 ]                      |
| 1996 | Eye for an Eye             | Sidney Hughes                     | [ 43 ]                      |
| 1996 | Hard Eight                 | Sydney                            | [ 36 ] [ 43 ]               |
| 1996 | The Rock                   | Chief Justice                     | Necreditat                  |
| 1996 | The Little Death           | Detective Snyder                  | [ 43 ]                      |
| 1996 | Hit Me                     | Lenny Ish                         | AKA The Ice Cream Dimension |
| 1997 | Buddy                      | Minister                          | [ 40 ]                      |
| 1997 | Air Force One              | U.S. Attorney General Andrew Ward | [ 43 ]                      |
| 1997 | Boogie Nights              | Floyd Gondolli                    | [ 36 ] [ 43 ]               |
| 1998 | Sour Grapes                | Mr. Bell                          | [ 36 ] [ 43 ]               |
| 1998 | The Truman Show            | Network Executive                 | [ 43 ]                      |
| 1998 | Judas Kiss                 | Pobby Malavero                    | [ 40 ]                      |
| 1998 | Rush Hour                  | Captain Diel                      | [ 43 ] [ 35 ]               |
| 1998 | Enemy of the State         | Mark Silverberg, Attorney         | Necreditat                  |
| 1998 | Prequel                    | Vaughn                            | [ 43 ]                      |
| 1998 | Psycho                     | Sheriff Chambers                  | [ 43 ]                      |
| 1999 | Let the Devil Wear Black   | Sol Hirsch                        | [ 43 ]                      |
| 1999 | Cradle Will Rock           | Gray Mathers                      | [ 43 ]                      |
| 1999 | Implicated                 | John Swayer                       | [ 40 ]                      |
| 1999 | The Insider                | Don Hewitt                        | [ 36 ] [ 43 ] [ 41 ]        |
| 1999 | Magnolia                   | Jimmy Gator                       | [ 36 ] [ 43 ] [ 41 ]        |
| 1999 | The Talented Mr. Ripley    | Alvin MacCarron                   | [ 43 ] [ 35 ]               |
| 2000 | Rules of Engagement        | General H. Lawrence Hodges        | [ 43 ]                      |
| 2000 | The Contender              | Oscar Billings                    | [ 43 ]                      |
| 2000 | Lost Souls                 | Father James                      | [ 43 ] [ 41 ]               |
| 2001 | Rush Hour 2                | Captain Diel                      | (Scene eliminate)           |
| 2002 | The Sum of All Fears       | Defense Secretary David Becker    | [ 43 ] [ 41 ]               |
| 2002 | A Gentleman's Game         | Charlie Logan                     | [ 43 ]                      |
| 2003 | Die, Mommie, Die!          | Sol Sussman                       | [ 43 ] [ 41 ]               |
| 2003 | Dogville                   | Tom Edison Sr.                    | [ 36 ] [ 43 ] [ 41 ]        |
| 2003 | Bruce Almighty             | Jack Baylor                       | [ 43 ]                      |
| 2003 | A House on a Hill          | Harry Mayfield                    | [ 43 ]                      |
| 2004 | In Good Company            | Eugene Kalb                       | [ 43 ] [ 35 ]               |
| 2005 | The Matador                | Mr. Randy                         | [ 43 ]                      |
| 2005 | A Buck's Worth             |                                   | Voce Scurtmetraj            |
| 2005 | Duck                       | Arthur Pratt                      | [ 43 ] [ 41 ]               |
| 2005 | The Amityville Horror      | Father Callaway                   | [ 43 ] [ 41 ]               |
| 2005 | The Zodiac                 | Chief Frank Perkins               | [ 36 ] [ 43 ]               |
| 2006 | The Shaggy Dog             | Lance Strictland                  | [ 43 ] [ 41 ]               |
| 2006 | The TV Set                 | Vernon Maxwell                    | [ 40 ]                      |
| 2006 | Islander                   | Popper                            | [ 40 ]                      |
| 2007 | Zodiac                     | Sherwood Morrill                  | [ 36 ] [ 43 ]               |
| 2007 | You Kill Me                | Roman Krzeminski                  | [ 43 ]                      |
| 2007 | Rush Hour 3                | Captain William Diel              | Necreditat                  |
| 2009 | The Lodger                 | Captain Smith                     | [ 43 ]                      |
| 2009 | Fired Up                   | Coach Byrnes                      | [ 43 ]                      |
| 2009 | Wonderful World            | The Man                           | [ 43 ] [ 41 ]               |
| 2010 | All Good Things            | Malvern Bump                      | [ 40 ]                      |
| 2011 | The Chicago 8              | Judge Julius Hoffman              | [ 36 ]                      |
| 2011 | Mr. Popper's Penguins      | Franklin                          | [ 43 ]                      |
| 2011 | 50/50                      | Alan Lombardo                     | [ 43 ] [ 35 ]               |
| 2012 | Bending the Rules          | Herb Gold                         | [ 40 ]                      |
| 2012 | People Like Us             | Ike Rafferty                      | [ 37 ]                      |
| 2012 | Departure Date             | Old Jake                          | [ 46 ]                      |
| 2012 | Dog Eat Dog                | Old man                           | Scurtmetraj                 |
| 2012 | Argo                       | CIA Director Stansfield Turner    | Necreditat                  |
| 2013 | Bad Words                  | Dr. William Bowman                | [ 41 ] [ 40 ]               |
| 2014 | Playing It Cool            | Granddad                          | [ 40 ]                      |
| 2017 | Person to Person           | Jimmy                             | [ 40 ]                      |
| 2017 | The Last Word              | Edward                            | [ 37 ] [ 35 ] [ 43 ]        |
| 2018 | Dear Chickens              | Emil                              | Scurtmetraj                 |

### Seriale
| An         | Titlu                                    | Rol                                       | Note                                                             |
| ---------- | ---------------------------------------- | ----------------------------------------- | ---------------------------------------------------------------- |
| 1975       | The Last Survivors                       | Attorney                                  | Film de televiziune                                              |
| 1975; 1978 | Emergency!                               | Oliver Warren / Dr. Scott                 | 2 episoade                                                       |
| 1976       | Good Times                               | Motel Owner                               | Episodul: "J.J.'s Fiancee: Part 2"                               |
| 1976       | Mayday at 40,000 Feet!                   | Reporter                                  | Film de televiziune                                              |
| 1976–77    | Visions                                  | Boyle / Severson                          | 2 episoade                                                       |
| 1977       | Man from Atlantis                        | George                                    | Episodul: "Man from Atlantis"                                    |
| 1977       | The Hostage Heart                        | Dr. Harvey Fess                           | Film de televiziune                                              |
| 1977       | Kill Me If You Can                       | Phillips                                  | Film de televiziune                                              |
| 1977       | M*A*S*H                                  | Sergeant Hacker                           | Episodul: "The Light That Failed"                                |
| 1978       | The Fitzpatricks                         | Bertram                                   | Episodul: "A Living Wage"                                        |
| 1978       | The Bastard                              | Shopkeeper                                | Miniserie                                                        |
| 1978       | Terror Out of the Sky                    | Starrett                                  | Film de televiziune                                              |
| 1979       | Samurai                                  | Professor Owens                           | Film de televiziune                                              |
| 1980       | The Waltons                              | Major Gordon                              | Episodul: "The Furlough"                                         |
| 1980       | The Night the Bridge Fell Down           | Warren Meech                              | Film de televiziune                                              |
| 1980       | It's a Living                            | Man in Hotel Room                         | Episodul: "The Lois Affair"                                      |
| 1980       | Riding for the Pony Express              | Mr. Durfee                                | Film de televiziune                                              |
| 1981       | This House Possessed                     | Clerk                                     | Film de televiziune                                              |
| 1982       | McClain's Law                            | Mr. Harris                                | Episodul: "Takeover"                                             |
| 1982       | Quincy, M.E.                             | Deputy DA Marty Shell / Captain Rasmussen | 2 episoade                                                       |
| 1982       | Cagney & Lacey                           | Lieutenant Sweeny                         | Episodul: "Hot Line"                                             |
| 1982       | T. J. Hooker                             | Judge Wallace                             | Episodul: "A Cry for Help"                                       |
| 1982       | Seven Brides for Seven Brothers          | Prosecutor / Wilcox                       | 2 episoade                                                       |
| 1982       | Games Mother Never Taught You            | Lester Greene                             | Film de televiziune                                              |
| 1984       | Benson                                   | Harrison Fowler                           | Episodul: "The Election"                                         |
| 1984       | Lottery!                                 |                                           | Episodul: "Houston: Duffy's Choice"                              |
| 1985       | Hardcastle and McCormick                 | Jack Marsh                                | Episodul: "Too Rich and Too Thin"                                |
| 1986       | Who Is Julia?                            | Dean May                                  | Film de televiziune                                              |
| 1987       | Mariah                                   | James Malone                              | 7 episoade                                                       |
| 1987       | The Spirit                               | Sevrin                                    | Film de televiziune                                              |
| 1987       | Miami Vice                               | Judge DeLaporte                           | Episodul: "Contempt of Court"                                    |
| 1988       | Goddess of Love                          | Detective Charles                         | Film de televiziune                                              |
| 1988       | Family Ties                              | Dr. Harrison                              | 3 episoade                                                       |
| 1989       | A Cry for Help: The Tracey Thurman Story | Judge Blumenfeld                          | Film de televiziune                                              |
| 1989       | Incident at Dark River                   | Dr. Leo Manus                             | Film de televiziune                                              |
| 1989–90    | Falcon Crest                             | Ed Meyers                                 | 13 episodes                                                      |
| 1990       | Matlock                                  | Judge                                     | Episodul: "The Mother"                                           |
| 1990       | Bagdad Cafe                              | Herb                                      | Episodul: "This Bird Has Flown"                                  |
| 1991       | Murder, She Wrote                        | Len Costner                               | Episodul: "Moving Violation"                                     |
| 1991       | L.A. Law                                 | Tom Baker                                 | Episodul: "He's a Crowd"                                         |
| 1991       | Equal Justice                            | Judge S.E. Cleveland                      | Episodul: "Do the Wrong Thing"                                   |
| 1991       | Dark Justice                             | Winchester Keller                         | Episodul: "The Neutralizing Factor"                              |
| 1991–92    | Civil Wars                               | Judge Bianchi                             | 3 episoade                                                       |
| 1991; 1998 | Seinfeld                                 | Lt. Joe Bookman                           | 2 episoade                                                       |
| 1992       | A Thousand Heroes                        | Sam Gochenour                             | Film de televiziune; AKA Crash Landing: The Rescue of Flight 232 |
| 1992       | Stormy Weathers                          | Dr. Comden                                | Film de televiziune                                              |
| 1992       | Nurses                                   | Mr. Todd                                  | Episode: "Playing Doctor"                                        |
| 1993       | Cheers                                   | City Councilman Kevin Fogerty             | Episodul: "Woody Gets an Election"                               |
| 1993       | Bob                                      | Jeweler                                   | Episodul: "Have Yourself a Married Little Christmas"             |
| 1994       | M.A.N.T.I.S.                             | 'Smitty'                                  | Film de televiziune                                              |
| 1994       | Empty Nest                               | Jerod                                     | Episodule: "Brotherly Shove"                                     |
| 1994       | The Good Life                            | Mr. Humphreys                             | Episodul: "Melissa the Thief"                                    |
| 1994       | Roswell                                  | Roswell General                           | Film de televiziune                                              |
| 1994       | Madman of the People                     | Kent                                      | Episodul: "All Work and No Play Makes Jack a Mad Boy"            |
| 1994       | Chicago Hope                             | Mr. Wellington                            | Episodul: "You Gotta Have Heart"                                 |
| 1994       | Hardball                                 | Beanball McGee                            | Episodul: "Lee's Bad, Bad Day"                                   |
| 1994       | Without Warning                          | Dr. Kurt Lowden                           | Film de televiziune                                              |
| 1996       | Life's Work                              | Judge Conklin                             | Episodul: "Contempt"                                             |
| 1996       | The John Larroquette Show                | Mr. Frank                                 | Episodul: "Napping to Success"                                   |
| 1997       | 3rd Rock from the Sun                    | President Dewey                           | Episodul: "Proud Dick"                                           |
| 1997       | The Practice                             | Judge Joseph Vinocour                     | 4 episoade                                                       |
| 1997–98    | Millennium                               | Group Elder                               | 2 episoade                                                       |
| 1997–98    | Michael Hayes                            | William Vaughn                            | 20 de episoade                                                   |
| 1998       | Tempting Fate                            | Dr. Bardwell                              | Film de televiziune                                              |
| 1998       | Witness to the Mob                       | Toddo Aurello                             | Film de televiziune                                              |
| 1998       | L.A. Doctors                             | Vincent Cattano                           | Episode: "Fear of Flying"                                        |
| 1999       | Partners                                 | Scarpatti                                 | Episod pilot                                                     |
| 2000       | The Fugitive                             | Stuart Kimble                             | Episodul: "St. Christopher's Prayer"                             |
| 2000       | Jackie Bouvier Kennedy Onassis           | Aristotle Onassis                         | Film de televiziune                                              |
| 2000; 2002 | Baby Blues                               | Mr. Thompson / Mr. Saunders (voices)      | 2 episoade                                                       |
| 2001       | Pasadena                                 | George Reese Greeley                      | 7 episoade                                                       |
| 2001       | Loomis                                   |                                           | Episodul 1.1: "Pilot"                                            |
| 2002       | Path to War                              | Everett Dirksen                           | Film de televiziune                                              |
| 2002       | Night Visions                            | Dennis Brascom (segment "Cargo")          | Episodul: "Cargo/Switch"                                         |
| 2002       | Without a Trace                          | Noah Ridder                               | Episodul: "Silent Partner"                                       |
| 2003       | Everwood                                 | Dr. Donald Douglas                        | 3 episoad                                                        |
| 2004       | Monk                                     | Salvatore Lucarelli                       | Episodul: "Mr. Monk Meets the Godfather"                         |
| 2004       | Boston Legal                             | Ernie Dell                                | Episodul: "Head Cases"                                           |
| 2004       | The West Wing                            | Senator Matt Hunt                         | 2 episoade                                                       |
| 2004; 2009 | Curb Your Enthusiasm                     | Dr. Morrison                              | 2 episoade                                                       |
| 2005       | Mrs. Harris                              | Arthur Schulte                            | Film de televiziune                                              |
| 2006–07    | The Loop                                 | Russ                                      | 17 episoade                                                      |
| 2007       | Big Love                                 | Ned Johanssen                             | Episodul: "Take Me as I Am"                                      |
| 2007       | Wildlife                                 | Arnie                                     | Episod pilot nedifuzat                                           |
| 2008       | Psych                                    | Irving Parker                             | Episodul: "Dis-Lodged"                                           |
| 2008       | Worst Week                               | Reverend Lowell                           | 2 episoade                                                       |
| 2009       | True Jackson, VP                         | Mr. Jenkins                               | Episodul: "Flirting with Fame"                                   |
| 2010       | The Life & Times of Tim                  | Norman Walker (voice)                     | Episodul: "London Calling/Novelist"                              |
| 2010       | Warren the Ape                           | Dr. Ralph Schwartz                        | Episodul: "Rock Opera"                                           |
| 2011–12    | Modern Family                            | Walt Kleezak                              | 3 episoade                                                       |
| 2012       | The Newsroom                             | Bryce DeLancy                             | Episodul: "The 112th Congress"                                   |
| 2012       | Childrens Hospital                       | Josef Mengele                             | Episodul: "A Year in the Life"                                   |
| 2012       | Ruth & Erica                             | Harry                                     | 8 episoade                                                       |
| 2013       | Clear History                            | McKenzie                                  | Film de televiziune                                              |
| 2014       | Rake                                     | Mitch Markham                             | Episodul: "Remembrance of Taxis Past"                            |
| 2014       | Altman                                   | Himself                                   | Documentar                                                       |
| 2015       | Madam Secretary                          | Ezra Helsinger                            | Episodul: "The Necessary Art"                                    |
| 2015       | BoJack Horseman                          | Hank Hippopopalous (voice)                | 2 episoade                                                       |
| 2016       | Second Chance                            | Old Jimmy Pritchard                       | 5 episoade                                                       |
| 2017       | Room 104                                 | Charlie                                   | Episodul: "My Love"                                              |
| 2018       | Corporate                                | Arthur Stockheed                          | Episodul: "Powerpoint of Death"                                  |
| 2020       | Messiah                                  | Zelman Katz                               | 6 episoade                                                       |